# Frédéric Barzilay
Pour les articles homonymes, voir Barzilay.
Frédéric Barzilay (né le 16 avril 1917 à Salonique en Grèce et mort le 30 octobre 2015 à Paris 16e) est un photographe français essentiellement reconnu pour ses travaux sur la femme (nus et portraits).

## Biographie
En 1927, Frédéric Barzilay arrive en France à l'âge de dix ans. Sous l'occupation allemande ses parents seront déportés à Auschwitz d'où ils ne reviennent pas. 
Il réalise ses premiers travaux photographiques en 1936 avec un Box Kodak. Ses premières photographies de nu datent de 1939. Après la Seconde Guerre mondiale, il dresse de Paris et de diverses villes européennes des portraits sensibles qui lui vaudront d'être rattaché au courant des photographes dits humanistes (Robert Doisneau, Willy Ronis et Lucien Hervé). Son regard se forme dans les expositions de peintures, musées et galeries. Le sujet principal de son œuvre sera le corps féminin et il parvient à s'affirmer comme l'un des maîtres de l'art du nu féminin en France. 
Entre 1953 et 1977, Frédéric Barzilay travaille comme fonctionnaire international à l'UNESCO. La première exposition individuelle a lieu en 1960 à la Société française de photographie. En 1965, ses photographies sont publiées pour la première fois par le Mercure de France dans Les Corps illuminés accompagnées d'un texte d'André Pieyre de Mandiargues. À cette époque, il se lie d'amitié avec Rotraut et Yves Klein, Dominique et Paul Éluard, Brassaï, Pablo Neruda, Man Ray. 
En 1978, paraît un livre de quarante photographies préfacé par Julio Cortázar, Tendres parcours. Ses photos ont été exposées à plusieurs reprises en France (Galerie Christiane Colin, Musée d'art moderne de la ville de Paris, Société française de photographie, Musée Carnavalet, en Allemagne (Musée Ludwig à Cologne), en Espagne (Sala de cultura de Sa Nostra). Elles figurent dans les collections de la Bibliothèque nationale de France (Cabinet des Estampes), du Musée Nicéphore-Niépce à Chalon-sur-Saône, du FNAC (Fonds national d'art contemporain), du Centre culturel de Sa Nostra à Ibiza, de la Bibliothèque historique de la ville de Paris et du Musée Carnavalet. Ses photographies ont fait la couverture de différents livres et les magazines Planète, Photo-Revue, Plexus ont publié ses travaux. Les Éditions Mille (en 1984) et les Éditions Admira (en 1988) impriment des cartes postales d'après ses clichés.
À partir de 1998, Frédéric Barzilay se tourne vers le numérique. En 2004, la galerie de la Chambre Claire accompagne la parution de Nues d'une exposition de ses derniers tirages. En 2009, l'IMEC (Institut mémoires de l'édition contemporaine) à qui il a confié son fonds photographique édite le livre Photographies, préfacé par Albert Dichy et organise une rétrospective de son travail dans l'abbaye d'Ardenne à Caen.
En 2014, une exposition et vente aux enchères d'une partie de son œuvre (photographies, sculptures et bijoux) s'est déroulée à Paris Drouot  sous le titre "La poésie du nu féminin". Cet événement a fait l'objet de la publication d'un catalogue de référence réalisé par l'expert en photographie de collection Christophe Goeury avec la Maison de ventes Millon.

## Expositions personnelles
- 1960 : Société française de photographie, Paris
- 1969 : Galerie Christiane Colin
- 1970 : Maison de la Culture de Firminy (Loire)
- 1986 : Galerie Sa Nostra, Ibiza
- 1989 : Société française de photographie, Paris
- 1990 : Galerie Sa Nostra, Palma de Majorque
- 1991 : Bibliothèque Louis Aragon, Choisy-le-Roi
- 1994 : La Mirada en el Cos, Galerie Sa Nostra, Ibiza
- 1995 : Galerie Sa Nostra, Palma de Majorque
- 2004 : Nues, Galerie La Chambre Claire, Paris
- 2007 : Vintages, Galerie La Chambre Claire, Paris
- 2009 : IMEC, Abbaye d'Ardenne, Caen

## Expositions collectives
- 1961 : Salon international du portrait photographique, Bibliothèque nationale de France
- 1961 : Exposition internationale de photographie de Cuba, La Havane
- 1965 : Galerie de l'Atelier de Maître Albert, Paris
- 1966 : Alliance française, Buenos Aires
- 1970 : Institut universitaire de technologie de Cachan
- 1970 : Musée d'art moderne de la ville de Paris, avec Jean-Claude Gautrand, Jean-Claude Bernath et Guy Feinstein
- 1975 : Portraits de photographes, organisée par les 30 x 40, Paris
- 1987 : Galerie de photographie du Hall du Livre, Nancy
- 1990 : Artcurial, Paris
- 1992 : Portrait d'une capitale, Musée Carnavalet, Paris
- 1992 : Bibliothèque historique de la ville de Paris
- 1994 : Territorios (en hommage à Julio Cortázar), Centre Culturel du Mexique, Paris
- 2004/2005 : Trois photographes humanistes : Frédéric Barzilay, Lucien Hervé et Willy Ronis, Musée Carnavalet, Paris

## Ouvrages
- Les Corps illuminés, texte d’André Pieyre de Mandiargues. Éditions Mercure de France, 1965
- Tendres parcours, texte de Julio Cortázar, 1978
- La Mirada en el Cos, texte de Antoni Roca. Éditions Sa Nostra (catalogue de l'exposition), 1994
- Frédéric Barzilay. Collection photographique des Îles : livre no 6, textes de Julio Herranz, Antonio Colinas, Jean-Claude Gautrand
- Nues, texte de Geva Caban. Éditions Patico and co, 2003
- Photographies. IMEC, 2009

## Couverture de livres
- Claire Gallois : Une fille cousue de fil blanc. Club français du livre, 1969
- Wilhelm Reich : La Révolution sexuelle. Club français du livre, 1969
- Witold Gombrowicz : La Pornographie. Éditions Gallimard, coll. Folio, 1995
- Pierre Barboza : Du photographique au numérique. Éditions L'Harmattan, 1996
- Witold Gombrowicz : Ferdydurke. Éditions Gallimard, coll. Folio, 1998
- Jacques Serguine : Éloge de la fessée. Éditions Gallimard, coll. Folio, 2002

## Publications et portofolios
- 1961 : Photography Year Book
- 1963 : Planète, 4 photographies illustrant un poème de Robert Ganzo, mars-avril
- 1966 : Plexus, article de Jacques Mousseau, janvier-février
- 1966 : Musée de la Photographie, avril, 10 pages
- 1966 : Photo, oct.-nov.
- 1966 : Fotografico, article de Roberto A. Salbitani
- 1984 : Photo Magazine, interview des Éditions Mille, mars
- 1984 : Photo Magazine, article de Guy Manderi, avril, 4 double pages
- 1984 : Ibiza in
- 1988 : Les Années 1950, Catalogue de l'exposition du Centre Pompidou
- 1989 : Fotografia a Balears
- 1990 : Le Belvédère de Mandiargues, Éditions Artcurial
- 1991 : Bilderlust, Catalogue de l'exposition du Museum Ludwig, Cologne
- 1992 : Portrait d'une capitale, Catalogue de l'exposition de la Bibliothèque historique de la ville de Paris, Éditions Paris-Musées
- 1992 : La Photographie humaniste 1930-1960, Éditions Contrejour
- 1993 : Erotica, Londres
- 1996 : Eros, Stewart Tabori & Chang, New York
- 2004 : Murmure, no 4